# Crisi del III secolo

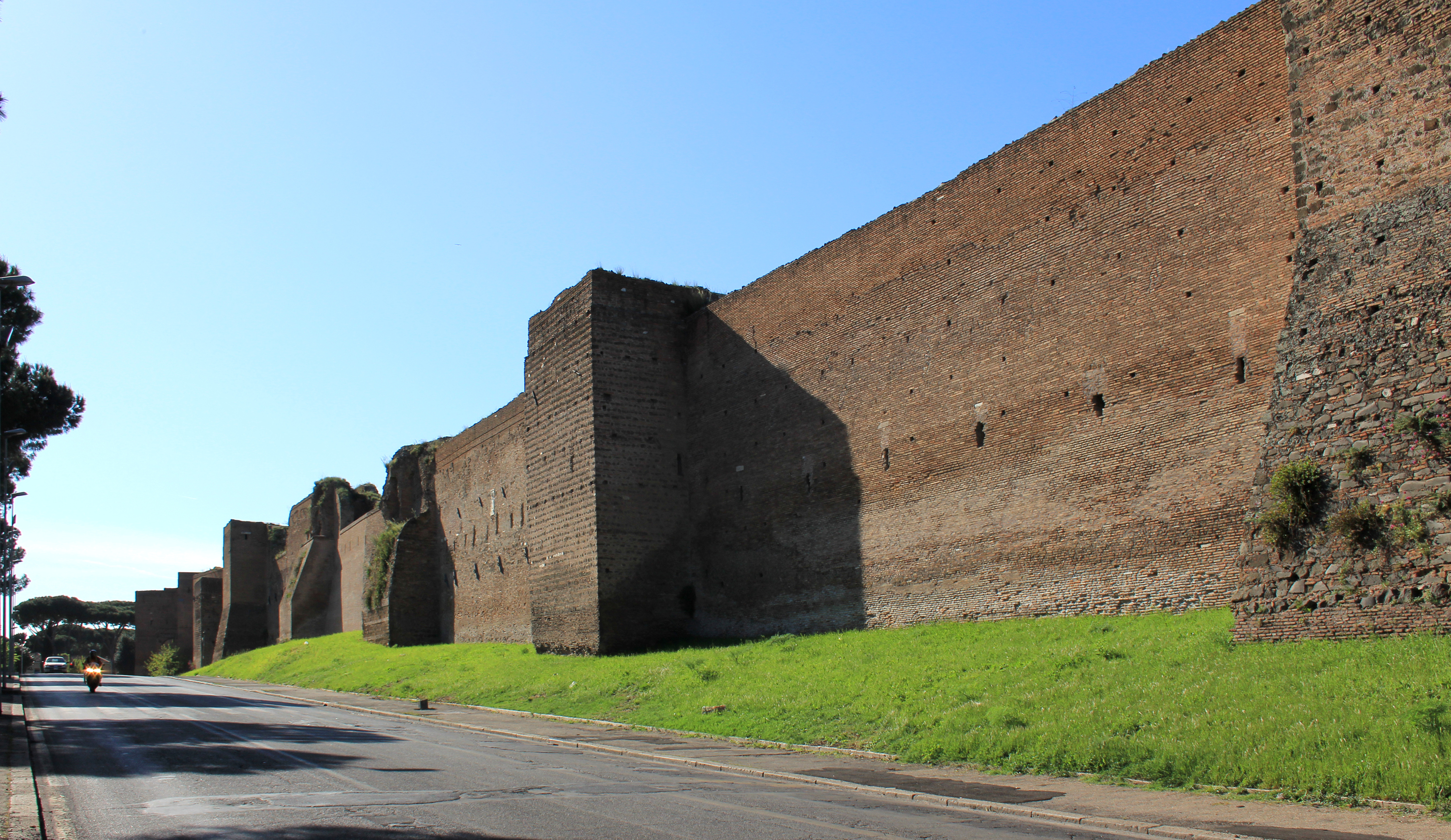
Lato meridionale della mura Aureliane, di cui si dotò Roma in seguito alla profonda crisi del III secolo in cui versò l'Impero romano.

Con l'espressione crisi del III secolo ci si riferisce a un'epoca della storia dell'impero romano compresa all'incirca tra il 235 e il 284, ovvero tra il termine della dinastia dei Severi e l'ascesa al potere di Diocleziano.
Durante tale crisi si manifestarono simultaneamente situazioni estremamente problematiche su diversi fronti: dall'aumento della pressione nemica sui confini (con le invasioni barbariche del III secolo), spesso accompagnata da secessioni (come nel caso dell'Impero delle Gallie e del Regno di Palmira) e disordini interni (il che comporterà riforme strutturali della tradizionale unità militare romana, la legione), la crisi del tradizionale sistema economico e, soprattutto, una grave instabilità politica (la cosiddetta "anarchia militare").
La causa principale della crisi può essere ricercata nella fine dell'idea di impero tipica delle dinastie giulio-claudia ed antonina, basata sulla collaborazione tra l'imperatore, il potere militare e le forze politico-economiche interne. Nei primi due secoli dell'Impero la contrapposizione tra autorità politica e potere militare si era mantenuta, anche se pericolosamente (guerre civili), all'interno di un certo equilibrio, garantito anche dalle enormi ricchezze che affluivano allo Stato e ai privati tramite le campagne di conquista.
Nel III secolo, però, tutte le energie dello Stato venivano spese non per ampliare, ma per difendere i confini dalle invasioni barbariche. Con l'esaurirsi della spinta espansiva delle conquiste, il peso economico e l'energia politica delle legioni finirono dunque per riversarsi all'interno dell'Impero invece che all'esterno, con il risultato che l'esercito, che era stato il fattore principale della potenza economica, finì per diventare un peso sempre più schiacciante, mentre la sua prepotenza politica diventava una fonte permanente di anarchia. La cosa più sorprendente di questa gravissima crisi è che l'Impero sia riuscito a superarla.

## Contesto storico

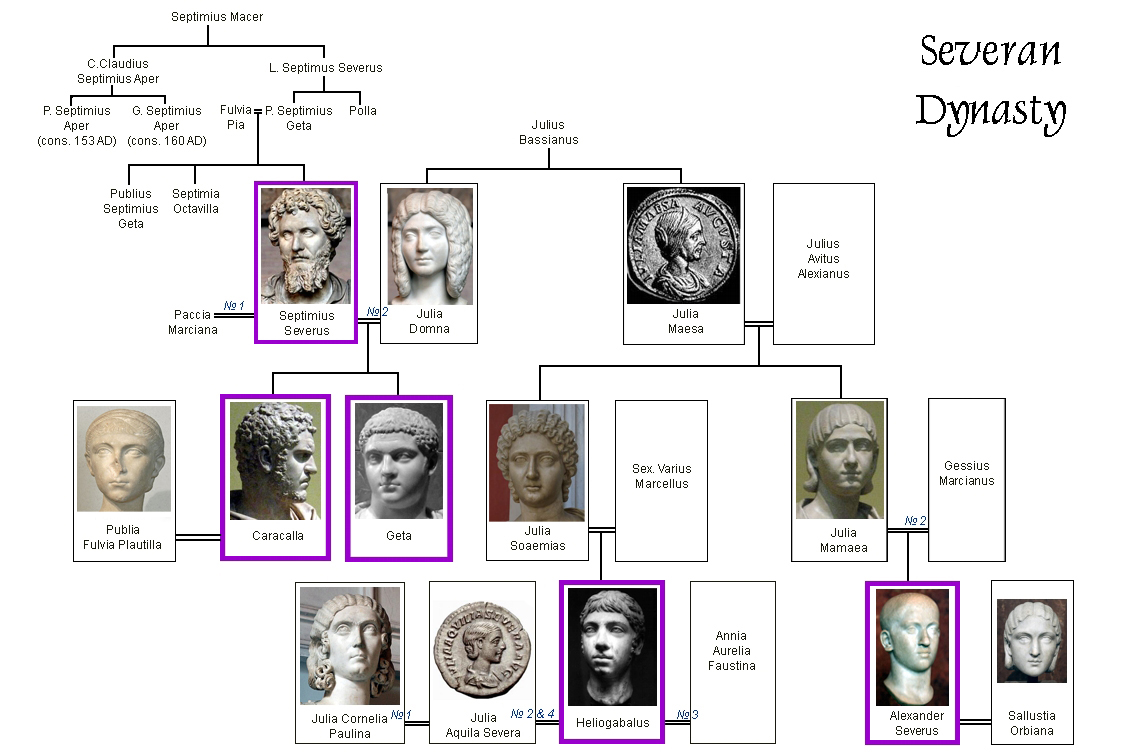
Albero genealogico dei Severi.

Già nel 192, con la fine della dinastia degli Antonini, l'Impero romano concludeva un periodo universalmente riconosciuto come prospero e ricco. Alla scomparsa di Commodo (ucciso da una congiura) si aprì un periodo di instabilità politica che causò una guerra civile durata cinque anni, dal 193 al 197, con scontri tra legioni acquartierate in diverse regioni dell'Impero, ciascuna delle quali sosteneva il proprio generale.
Ebbe la meglio Settimio Severo, governatore della Pannonia e originario della Tripolitania, che pose le basi per il successivo sistema autocratico fondato sugli imperatori militari: favorì infatti gli ufficiali delle armate legionarie a discapito della classe senatoria e insediò una legione ad Albano Laziale, a dispetto della tradizione che voleva l'Italia libera dagli eserciti. Con le confische di beni appartenenti ai suoi avversari politici, rimpolpò la cassa imperiale detta fiscus, ben differenziata dalla cassa statale (l'erarius), che doveva coprire i costi della complessa e articolata macchina burocratica e amministrativa dell'impero. Diede impulso agli studi di diritto e nominò il più importante giurista del tempo, Papiniano, Praefectus urbi, con poteri di polizia e repressione criminale su Roma. Con Settimio Severo si accentuò inoltre il culto dell'imperatore, basato su un'idea di sacralità della monarchia, che aveva origine dalle regioni orientali, Egitto in testa, e dalla Grecia di Alessandro Magno.
Fu così che Settimio Severo adottò il titolo di Dominus ac Deus, al posto di quello di princeps (che sottintendeva la condivisione del potere con il Senato), e regolò i meccanismi di successione assegnandosi il titolo di Augustus, e usando quello di Caesar per il suo successore designato. Sua moglie Giulia Domna, di origine siriaca, promosse attivamente l'arrivo a Roma di culti monoteistici solari, che sottolineavano l'analogia tra ordine imperiale e ordine cosmico.
Il nuovo ordine promosso da Settimio Severo si scontrò presto con i problemi derivati dallo scoppio di nuove guerre. Già l'imperatore Caracalla dovette guerreggiare contro i Parti, a oriente, e i Marcomanni, lungo il confine renano-danubiano, peggiorando notevolmente le finanze statali. Per risolvere le difficoltà si fecero delle scelte che alla lunga si rivelarono dannose: l'arruolamento sempre più massiccio degli stessi germani nell'esercito e, dalla fine del II secolo, la diminuzione del metallo prezioso nelle monete, che causò inflazione.
Nel 212-213 Caracalla promulgò la Constitutio Antoniniana, con la quale estendeva la cittadinanza romana a tutti gli individui liberi dell'impero, un atto di difficile interpretazione, anche perché non ci è giunto il suo testo originale. In genere si è sottolineata la volontà di abbattere le barriere tra centro e periferia, ma, grazie anche alla scoperta di un frammento nella biblioteca di Gießen, si è supposto fosse un provvedimento di portata più ridotta, legato soprattutto alle élite ed escludente le popolazioni che volontariamente si erano assoggettate a Roma (i dediticii), infatti all'epoca del provvedimento non abbiamo notizie di alcuno scalpore, quindi non fu probabilmente una rivoluzione. L'Editto, pur con tutti i suoi limiti, presentò tuttavia dei caratteri altamente innovativi destinati ad avere una profonda ripercussione sui futuri assetti sociali ed economici dell'Impero.
Il provvedimento ebbe infatti riflessi nell'economia erariale, perché estendeva il sistema fiscale ai nuovi cittadini e aumentava la decentralizzazione del potere: il fulcro ormai si stava spostando da Roma e dalle province di tradizionale appannaggio senatorio a quelle più decentrate, dove maggiore era la presenza degli eserciti. Nel 217 Macrino, prefetto del pretorio, eliminò Caracalla. Il suo regno durò solo quattordici mesi. Fu infatti spodestato da Eliogabalo, autore di una discussa riforma religiosa e assassinato da una guardia pretoriana (222). Gli successe il cugino Severo Alessandro, ucciso nel 235 da una rivolta dei soldati lungo il confine renano. Si assisteva quindi a una sempre più chiara tendenza di dominio dell'esercito nel processo di scelta e acclamazione dell'imperatore.

## Analisi della crisi
I cambiamenti nelle istituzioni, nella società, nella vita economica e, di conseguenza anche nel modo di pensare e nella religione furono così profondi e fondamentali, che la "crisi del III secolo" è sempre più vista come lo spartiacque che contrassegna la differenza fra il mondo classico e quello della tarda antichità, che già porta in sé i germi del Medioevo.
Durante i circa 50 anni della crisi più di una ventina di imperatori si succedettero sul trono, regnando a volte contemporaneamente su parti diverse del territorio. Si trattava in genere di comandanti militari che venivano proclamati imperatori dalle proprie legioni e riuscivano a mantenere il potere per una media di due o tre anni, prima di essere a loro volta assassinati dal loro successore.
La crisi si arrestò solo con una serie di imperatori che provenivano dai ranghi militari e dalla provincia della Dalmazia, i quali grazie alla loro abilità militare riuscirono a riunificare l'Impero e a difenderne efficacemente i confini, e con la drastica riforma imposta da Diocleziano nel 284, che permise la prosecuzione dell'Impero per quasi altri due secoli come "tardo impero romano".

### Crisi politico-militare

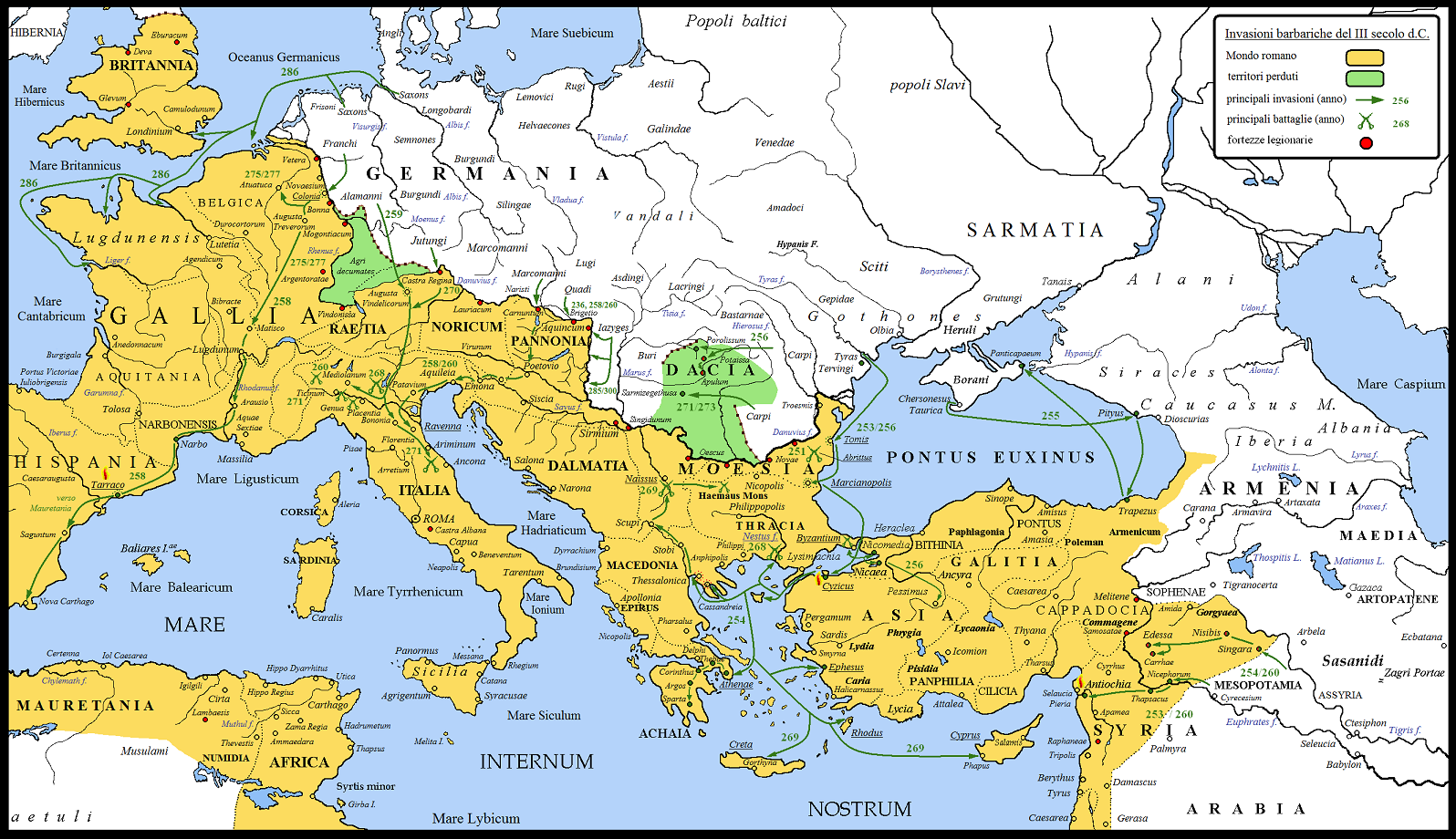
Le invasioni barbariche del III secolo.

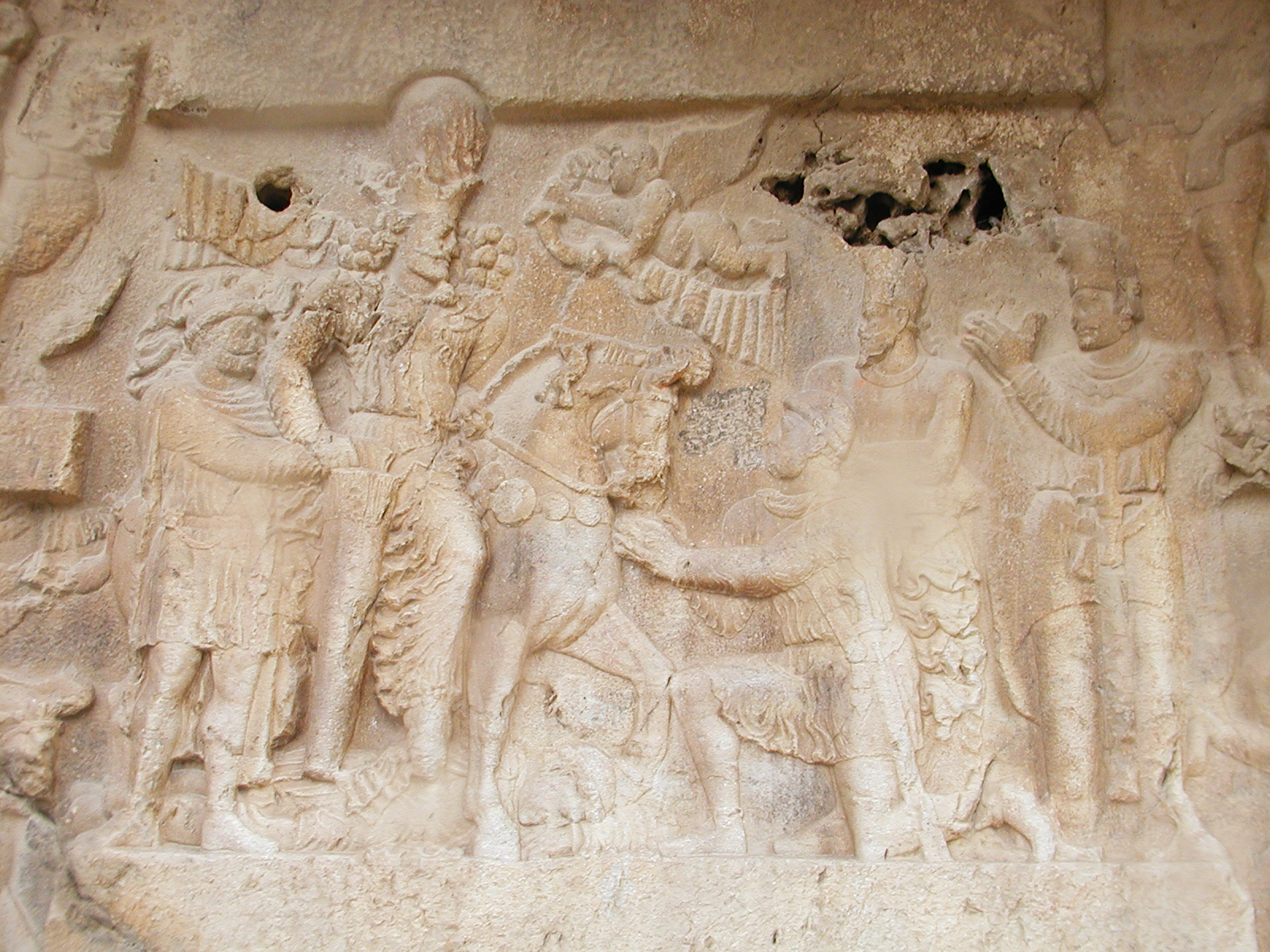
Rilievo a Bishapur celebrante la vittoria di Sapore I sui Romani: Gordiano III è calpestato dal cavallo del re sasanide, Filippo l'Arabo è in ginocchio davanti Sapore e tratta la resa. L'imperatore Valeriano, catturato dalle armate sasanidi nel 260, è invece tenuto prigioniero da Sapore.

Il periodo si considera iniziare nel 235, quando l'imperatore Alessandro Severo fu assassinato dai soldati durante una campagna contro gli Alamanni lungo il fronte settentrionale, al ritorno dal fronte orientale dopo tre anni di campagne contro i Sasanidi della Persia. La pressione dei barbari lungo le frontiere settentrionali e quella, contemporanea, dei Sasanidi in Oriente, si erano non solo intensificate, ma avevano diffuso la sensazione che l'impero fosse totalmente accerchiato dai nemici. Si rivelavano ormai inefficaci gli strumenti della diplomazia tradizionale, usati fin dai tempi di Augusto e basati sulla minaccia dell'uso della forza e sulla fomentazione di dissidi interni alle diverse tribù ostili per tenerle impegnate le une contro le altre.
Si rendeva necessario ricorrere immediatamente alla forza, schierando armate tatticamente superiori e capaci di intercettare il più rapidamente possibile ogni possibile via di invasione dei barbari; la strategia era però resa difficoltosa dal dover presidiare immensi tratti di frontiera con contingenti militari per lo più scarsi. Molti degli imperatori che vennero via via proclamati dalle legioni nell'arco di venticinque anni non riuscirono neppure a metter piede a Roma, né tanto meno, durante i loro brevissimi regni, a intraprendere riforme interne, poiché permanentemente occupati a difendere il trono imperiale dagli altri pretendenti e il territorio dai nemici esterni.
Queste difficoltà costrinsero l'imperatore Valeriano (253-260), a spartire con il figlio Gallieno (253-268) l'amministrazione dello Stato romano, affidando a quest'ultimo la parte occidentale e riservando per sé quella orientale, come in passato era già avvenuto con Marco Aurelio e Lucio Vero (161-169). Il punto più basso si raggiunse nel 260, quando Valeriano fu sconfitto in battaglia e preso prigioniero dai Sasanidi, morendo in prigionia senza che fosse possibile intraprendere una spedizione militare per liberarlo.
Come conseguenza di questa grave sconfitta l'impero subì una scissione in tre parti per quasi quindici anni, che però ne permisero la sopravvivenza: ad Occidente l'Impero delle Gallie, retto dagli usurpatori come Postumo (260-268), Leliano (268), Marco Aurelio Mario (268-269), Vittorino (269-271), Domiziano II (271) e Tetrico (271-274); mentre a Oriente il Regno di Palmira, dove si alternarono prima Settimio Odenato, nominato da Gallieno corrector totius Orientis, dal 262, poi il figlio Vaballato insieme alla madre Zenobia fino al 272. Scrive Eutropio:
(Eutropio, Breviarium ab Urbe condita, 9, 11.)

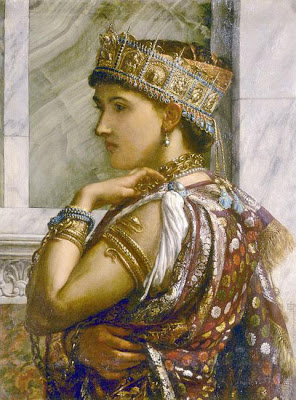
Zenobia di Palmira fu dal 267 al 272 prima ed unica regina di Palmira. Trasformò il suo Stato in una monarchia indipendente (Regno di Palmira), si sottrasse al controllo di Roma, si autoproclamò Augusta, attribuendosi il titolo divino "Discendente di Cleopatra".

Gli "imperatori delle Gallie" non solo formarono un proprio Senato presso il loro maggiore centro di Augusta Treverorum e attribuirono i classici titoli di console, Pontefice massimo o tribuno della plebe ai loro magistrati nel nome di Roma aeterna, ma assunsero anche la normale titolatura imperiale, coniando monete presso la zecca di Lugdunum, aspirando all'unità con Roma e, cosa ben più importante, non pensando mai di marciare contro gli imperatori cosiddetti "legittimi" (come Gallieno, Claudio il Gotico, Quintillo o Aureliano), che regnavano su Roma (vale a dire coloro che governavano l'Italia, le province africane occidentali fino alla Tripolitania, le province danubiane e dell'area balcaniche). Essi, al contrario, sentivano di dover difendere i confini renani ed il litorale gallico dagli attacchi delle popolazioni germaniche di Franchi, Sassoni ed Alemanni. L'Imperium Galliarum risultò, pertanto, una delle tre aree territoriali che permise di conservare a Roma la sua parte occidentale.

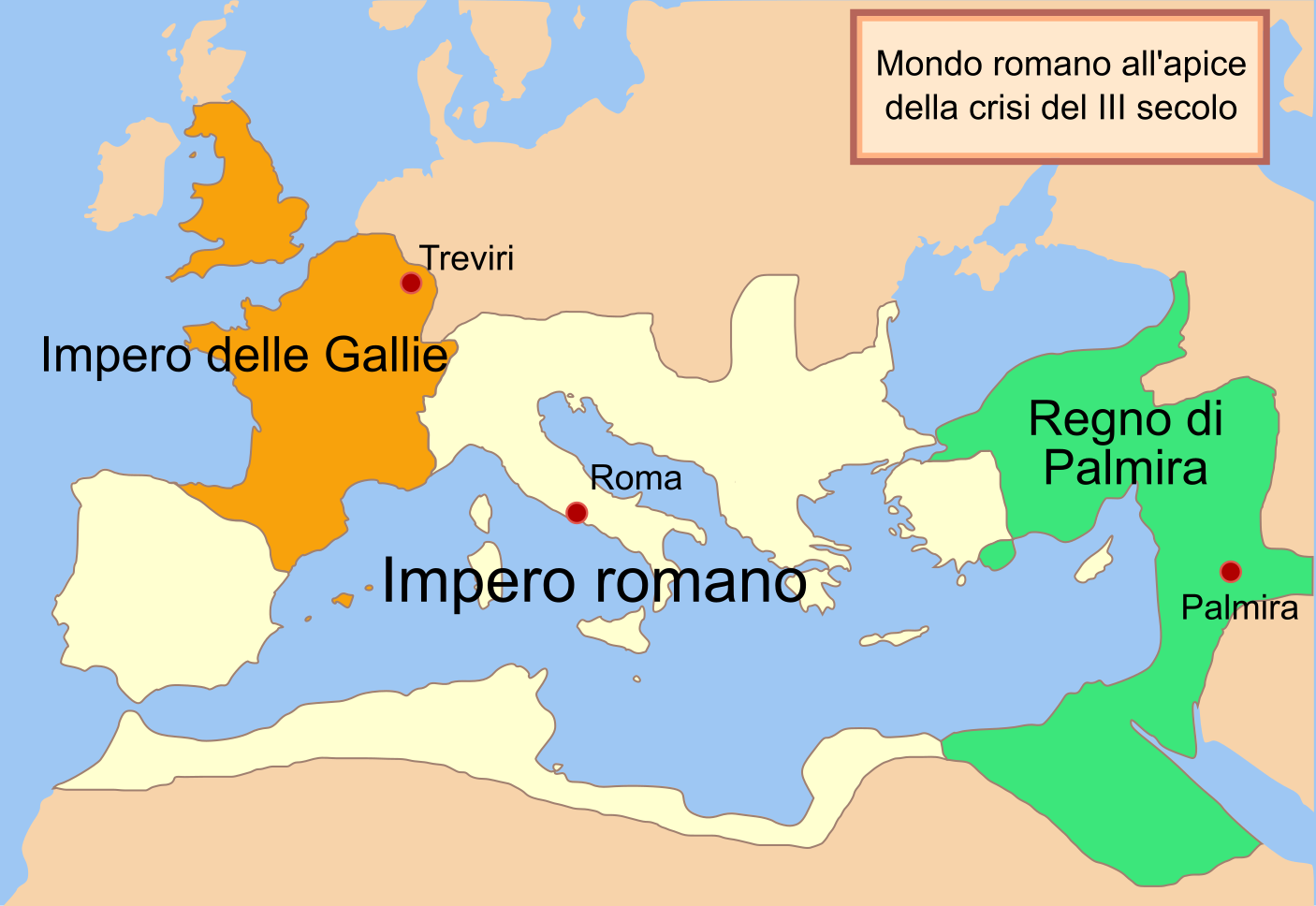
L'Impero romano degli imperatori “legittimi” al centro, con l'Impero delle Gallie ad Occidente, il Regno di Palmira a Oriente, all'apice del periodo dell'Anarchia militare (260-274).

E se da un lato l'impero romano sembra abbia attraversato, sotto Gallieno uno dei periodi più "bui" della sua storia, questo imperatore rappresentò il punto di svolta nel tragico periodo della crisi del III secolo, che era seguito alla dinastia dei Severi. Non è un caso che proprio Gallieno sia stato il primo a regnare per quindici anni (sette con il padre ed otto da solo), cosa assai rara se si considera il primo periodo dell'anarchia militare (dal 235 al 253). Era, infatti, dai tempi di Settimio Severo (193-211) che un Imperatore romano non regnava tanto a lungo.
La vittoria di Claudio il Gotico contro i Goti nella battaglia di Naisso del 268 fu una significativa svolta nella crisi. Con lui e il suo successore Aureliano (270-275) furono ripresi l'impero delle Gallie e il regno di Palmira, che si erano staccati dall'Impero durante il Principato di Gallieno: l'impero romano era nuovamente riunito e le truppe di frontiera di nuovo al loro posto.
In conclusione, la crisi politico-militare fu caratterizzata almeno da tre conflitti: quello esterno, innescato dalle invasioni barbariche; quello interno, tra l'aristocrazia senatoria ed i comandanti militari; e quello nelle file dell'esercito tra generali, imperatori ed usurpatori.
L'anarchia militare durata 50 anni dimostrò la maggiore importanza dell'elemento militare che doveva difendere l'Impero rispetto al Senato che aveva ormai perso non solo autorità, ma anche autorevolezza. Gli imperatori ormai non provenivano più dai ranghi del Senato, ma erano i generali che avevano fatto carriera nell'esercito ed erano stati proclamati dai soldati, ottenendo il potere dopo aver combattuto contro altri comandanti. Con la riforma dell'esercito operata da Gallieno (260-268) il Senato di Roma finì per essere escluso non solo sostanzialmente, ma anche ufficialmente dal comando militare, in quanto l'imperatore decretò che le legioni potessero essere guidate anche da praefecti di rango equestre (in precedenza il comando delle legioni era monopolio di legati di classe senatoria).

### Crisi demografica e territoriale
Dopo il primo assalto avvenuto durante l'epoca di Marco Aurelio, un'altra pesantissima e ancor più devastante epidemia di peste colpì i territori dell'Impero nel ventennio 250-270. Si è calcolato che il morbo abbia mietuto milioni di vittime e che alla fine la popolazione dell'Impero fosse ridotta del 30 per cento, da 70 a 50 milioni di abitanti. A tutto ciò si aggiunga che il prezzo da pagare per la sopravvivenza dell'Impero fu molto alto anche in termini territoriali. A partire infatti dal 260 gli Imperatori che si susseguirono dovettero abbandonare, in modo definitivo, i cosiddetti Agri decumates (sotto Gallieno) e l'intera provincia delle Tre Dacie (sotto Aureliano, nel 271 circa), oltre a perdere, seppure in via temporanea, la provincia di Mesopotamia, rioccupata solo con Galerio (verso la fine del III secolo).

### Crisi economica e commerciale

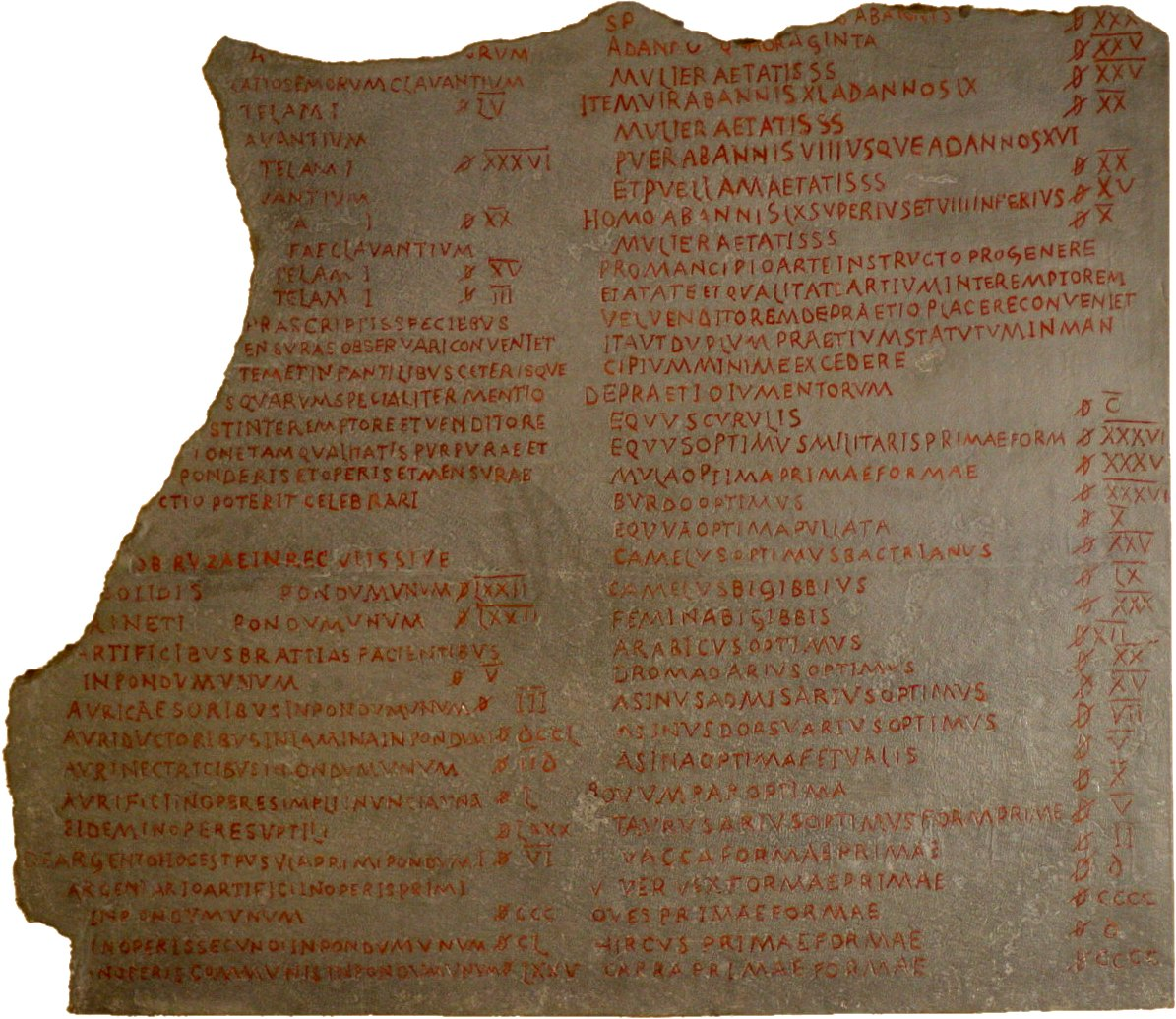
Lapide con parte del testo dell'editto sui prezzi massimi di Diocleziano, al Pergamonmuseum di Berlino.

L'economia dell'impero romano nei primi due secoli si era basata sulla conquista militare di nuovi territori e sullo sfruttamento schiavistico delle campagne: in mancanza di nuove conquiste e dei bottini di guerra le spese dello Stato, sempre più impellenti per poter far fronte alle pressioni esterne, furono coperte con un progressivo aumento delle tassazioni, proprio quando la diminuzione del numero di schiavi minava le possibilità economiche dei cittadini. Gradualmente la ricchezza, l'importanza politica, sociale, istituzionale e culturale si era livellata tra il centro e le province dell'Impero romano, sebbene con disparità ancora evidenti (in genere le province orientali erano economicamente più sviluppate di quelle occidentali). Per Roma e l'Italia questo ebbe conseguenze negative, poiché ivi la forza lavoro era costituita prevalentemente dagli schiavi, che venivano catturati durante le guerre. Sembra che se la situazione di pace dell'epoca degli Antonini avesse prodotto, per quanto riguarda la Città eterna e molte regioni italiane, una crescita demografica di considerevoli proporzioni, nel contempo vi aveva causato un calo produttivo acuito da una sempre più agguerrita concorrenza delle province. Il reperimento di manodopera servile a basso costo, formata soprattutto da schiavi, non aveva fino ad allora rese necessarie particolari evoluzioni tecniche.
La pressione fiscale divenne insostenibile per molti piccoli proprietari, costretti a indebitarsi e quindi a vendere le proprie terre, per andare a lavorare in condizioni di semischiavitù sotto i grandi proprietari (colonato). Per questo fenomeno e per il calo demografico determinato dalle perdite umane nei numerosi conflitti, molte terre furono abbandonate e cessarono di essere produttive (fenomeno degli agri deserti). Le difficoltà di comunicazione in seguito ai numerosi conflitti avevano in diversi casi reso indispensabile la riscossione diretta delle tasse da parte dello stesso esercito, causando abusi e trasformandosi a volte in un vero e proprio diritto di saccheggio.
Lo spopolamento di intere regioni fu, inoltre, causato anche da elementi climatici e sociali: i contadini, infatti, non conoscevano la rotazione delle colture e via via che la terra diventava improduttiva si dovevano spostare verso altre aree. Si diffusero così i latifondi scarsamente produttivi e il ceto dei contadini liberi si assottigliò, sostituito prima dagli schiavi e, successivamente, dai coloni affittuari. La scarsa capacità di acquisto delle classi subalterne impediva una qualsiasi crescita del mercato economico. Mancava inoltre qualsiasi politica di sussidi statali all'agricoltura e alle manifatture. Fin dalla riforma di Settimio Severo, i soldati romani vennero a costituire una casta (ereditaria) di privilegiati mentre gli altri, soprattutto gli agricoltori, si trovarono oberati da tasse. Di conseguenza in molti cercarono di abbandonare la terra per trasferirsi in città. Fin dalla fine del III secolo, e ancor più nel secolo successivo, lo Stato cercò di approntare una serie di meccanismi ed emanò alcune disposizioni legali tese a impedire l'abbandono della terra da parte dei contadini non proprietari che, a vario titolo, la coltivavano. Era nata la servitù della gleba.
Mentre per questi fattori l'impero si andava gradualmente impoverendo, le situazioni ai confini si stavano facendo sempre più critiche, con richieste di tributi per sostenere la macchina militare che sempre con maggiori difficoltà venivano coperti. Le aree spopolate vennero in seguito concesse ad alcune popolazioni barbariche che per prime si stabilirono nell'Impero come foederati.
Le continue scorrerie da parte dei barbari nei vent'anni successivi alla fine della dinastia dei Severi avevano messo in ginocchio l'economia ed il commercio dell'Impero romano. Numerose fattorie e raccolti erano stati distrutti, se non dai barbari, da bande di briganti e dalle armate romane alla ricerca di sostentamento, durante le campagne militari combattute sia contro i nemici esterni, sia contro quelli interni (usurpatori alla porpora imperiale). La scarsità di cibo generava, inoltre, una domanda superiore all'offerta di derrate alimentari, con evidenti conseguenze inflazionistiche sui beni di prima necessità. A tutto ciò si aggiungeva un costante reclutamento forzato di militari, a danno della manovalanza impiegata nelle campagne agricole, con conseguente abbandono di numerose fattorie e vaste aree di campi da coltivare. Questa impellente richiesta di soldati, a sua volta, aveva generato una implicita corsa al rialzo del prezzo per ottenere la porpora imperiale. Ogni nuovo imperatore o usurpatore era costretto, pertanto, ad offrire al proprio esercito crescenti donativi e paghe sempre più remunerative, con grave danno per l'aerarium imperiale, spesso costretto a coprire queste spese straordinarie con la confisca di enormi patrimoni di cittadini privati, vittime in questi anni di proscrizioni "di parte".
La crisi era aggravata, inoltre, dall'iperinflazione causata da anni di svalutazione della moneta. Questa si era resa necessaria già sotto gli imperatori della dinastia dei Severi, che per far fronte alle necessità militari avevano ampliato l'esercito di un quarto e raddoppiata la paga base. Le spese militari costituivano poi il 75% circa del bilancio totale statale, in quanto poca era la spesa "sociale", mentre tutto il resto era utilizzato in progetti di prestigiose costruzioni a Roma e nelle province; a ciò si aggiungeva un sussidio in grano per coloro che risultavano disoccupati, oltre ad aiuti al proletariato di Roma (congiaria) e sussidi alle famiglie italiche (simile ai moderni assegni familiari) per incoraggiarle a generare più figli.
| COSTO DELL'ESERCITO COME % SUL PIL DELL'IMPERO ROMANO | COSTO DELL'ESERCITO COME % SUL PIL DELL'IMPERO ROMANO | COSTO DELL'ESERCITO COME % SUL PIL DELL'IMPERO ROMANO | COSTO DELL'ESERCITO COME % SUL PIL DELL'IMPERO ROMANO | COSTO DELL'ESERCITO COME % SUL PIL DELL'IMPERO ROMANO | COSTO DELL'ESERCITO COME % SUL PIL DELL'IMPERO ROMANO |
| Data | Impero popolazione                                    | Impero PIL (milioni di denarii)(a)                    | Effettivi esercito                                    | Costo dell'esercito (milioni di denarii)(a)           | Costo dell'esercito (% del PIL)                       |
| --- | ----------------------------------------------------- | ----------------------------------------------------- | ----------------------------------------------------- | ----------------------------------------------------- | ----------------------------------------------------- |
| 14 | 46 milioni                                            | 5.000                                                 | 260.000                                               | 123                                                   | 2.5%                                                  |
| 150 | 61 milioni                                            | 6.800(b)                                              | 383.000                                               | 194(c)                                                | 2.9%                                                  |
| 215 | 50 milioni(d)                                         | 5.435(b)                                              | 442.000                                               | 223(c)                                                | '4.1%                                                 |
| Note: (a) Valore costante al 14 espresso in denarii, slegato da aumenti della paga militare per compensare la svalutazione monetaria (b) nell'ipotesi di una crescita trascurabile del PIL pro capite (normale per un'economia agricola) (c) Duncan-Jones costi degli anni 14-84 costi, inflazionati dall'aumento dell'esercito, assumendo anche bonus pagati agli ausiliari dopo l'84 (d) assumendo un declino del 22.5% nella popolazione, dovuto alla peste antonina degli anni 165-180 (media tra il 15-30%) |                                                       |                                                       |                                                       |                                                       |                                                       |

Gli imperatori successivi, il cui potere dipendeva interamente dall'esercito, erano costretti a continue nuove emissioni per pagare i soldati ed effettuare i tradizionali donativi: il metallo effettivamente presente nelle monete si ridusse progressivamente, pur conservando queste lo stesso valore teorico. Ciò ebbe l'effetto prevedibile di causare un'inflazione galoppante e quando Diocleziano arrivò al potere il sistema monetario era quasi al collasso: persino lo Stato pretendeva il pagamento delle tasse in natura invece che in moneta e il denario, la tradizionale moneta d'argento, usata per più di 300 anni, era poco apprezzata. Sappiamo infatti che, sotto Cesare ed Augusto, il denario aveva un peso teorico di circa 1/84 di libbra, ridotto da Nerone a 1/96 (pari ad una riduzione del peso della lega del 12,5%). Contemporaneamente, oltre alla riduzione del suo peso, vi era anche una riduzione del suo titolo (% di argento presente nella lega), che passò dal 97-98% dell'epoca augustea al 93,5% (per una riduzione complessiva del solo argento del 16,5% ca).
Il denario, infatti, continuò il suo declino durante tutto l'impero di Commodo e di Settimio Severo, tanto da vedere ridotto il proprio titolo a meno del 50% di argento. Con la riforma monetaria di Caracalla, venne introdotto, a fianco del denario e poi in sua sostituzione, l'antoniniano (all'inizio del 215), completamente d'argento, più grande del denario, e per differenziarlo da quest'ultimo presentava l'imperatore che indossava una corona radiata (non invece una corona d'alloro, come sul denario), indicando così il suo valore doppio (come nel dupondio, che valeva due assi).
Anche se di valore doppio del denario l'antoniniano non pesò mai più di 1,6 volte il peso del denario. Il denario continuò ad essere emesso accanto all'antoniniano, ma durante la metà del III secolo fu rapidamente svalutato per far fronte al permanente stato di guerra del periodo. Attorno al 250 conteneva ancora il 30-40% di argento, una decina d'anni più tardi ne conteneva solo il 5%, mentre il restante 95% era di rame. Vi è da aggiungere che se inizialmente il rapporto con l'aureo era di 25:1 (un aureo = 25 antoniniani) o forse di 50:1, al tempo di Aureliano giunse addirittura a 800:1.
| Peso teorico dei Denari: da Cesare alla riforma di Aureliano (274) | Peso teorico dei Denari: da Cesare alla riforma di Aureliano (274) | Peso teorico dei Denari: da Cesare alla riforma di Aureliano (274) | Peso teorico dei Denari: da Cesare alla riforma di Aureliano (274) | Peso teorico dei Denari: da Cesare alla riforma di Aureliano (274) | Peso teorico dei Denari: da Cesare alla riforma di Aureliano (274) | Peso teorico dei Denari: da Cesare alla riforma di Aureliano (274) | Peso teorico dei Denari: da Cesare alla riforma di Aureliano (274) | Peso teorico dei Denari: da Cesare alla riforma di Aureliano (274) | Peso teorico dei Denari: da Cesare alla riforma di Aureliano (274) |
| Denario                                                            | Cesare                                                             | Augusto (post 2 a.C.)                                              | Nerone (post 64)                                                   | Traiano                                                            | Marco Aurelio (post 170)                                           | Commodo                                                            | Settimio Severo (post 197)                                         | Caracalla (post 215)                                               | Aureliano (post 274)                                               |
| ------------------------------------------------------------------ | ------------------------------------------------------------------ | ------------------------------------------------------------------ | ------------------------------------------------------------------ | ------------------------------------------------------------------ | ------------------------------------------------------------------ | ------------------------------------------------------------------ | ------------------------------------------------------------------ | ------------------------------------------------------------------ | ------------------------------------------------------------------ |
| Peso teorico (della lega): in libbre (=327,168 grammi)             | 1/84                                                               | 1/84                                                               | 1/96                                                               | 1/99                                                               | 1/100                                                              | 1/111                                                              | 1/111                                                              | 1/105                                                              | 1/126                                                              |
| Peso teorico (della lega): in grammi                               | 3.895 grammi                                                       | 3.895 grammi                                                       | 3.408 grammi                                                       | 3.305 grammi                                                       | 3.272 grammi                                                       | 2.947 grammi                                                       | 2.947 grammi                                                       | 3.116 grammi                                                       | 2.597 grammi                                                       |
| % del titolo di solo argento:                                      | 98%                                                                | 97%                                                                | 93,5%                                                              | 89,0%                                                              | 79,0%                                                              | 73,5%                                                              | 58%                                                                | 46%                                                                | 2,5%                                                               |
| Peso teorico (argento): in grammi                                  | 3,817 grammi                                                       | 3,778 grammi                                                       | 3,186 grammi                                                       | 2,941 grammi                                                       | 2,570 grammi                                                       | 2.166 grammi                                                       | 1.710 grammi                                                       | 1,433 grammi                                                       | 0,065 grammi                                                       |

Contemporaneamente l'aureo, era passato nel tempo, da un peso teorico di 1/40 di libbra (epoca di Cesare) a 1/45 (sotto Nerone, con una svalutazione dell'11%) per raggiungere sotto Caracalla un peso di 1/50 di libbra (6,54 g). Nel corso poi di tutto il III secolo la svalutazione era continuata fino a Diocleziano (1/60 di libbra, pari a 5,45 grammi), seppure vi fosse stato un correttivo da parte di Aureliano il quale, attraverso la sua riforma del 274, aveva riportato il peso dell'aureo ad 1/50 di libbra. La corsa però alla svalutazione era continuata, tanto che al tempo di Marco Aurelio Caro, il peso dell'aureo era stato ridotto fino ad 1/70 (come dimostra la lettera greca "O" stampata su alcune monete, equivalente al numero 70).
| Peso teorico degli Aurei: da Cesare alla riforma di Diocleziano (294-301) | Peso teorico degli Aurei: da Cesare alla riforma di Diocleziano (294-301) | Peso teorico degli Aurei: da Cesare alla riforma di Diocleziano (294-301) | Peso teorico degli Aurei: da Cesare alla riforma di Diocleziano (294-301) | Peso teorico degli Aurei: da Cesare alla riforma di Diocleziano (294-301) | Peso teorico degli Aurei: da Cesare alla riforma di Diocleziano (294-301) | Peso teorico degli Aurei: da Cesare alla riforma di Diocleziano (294-301) | Peso teorico degli Aurei: da Cesare alla riforma di Diocleziano (294-301) | Peso teorico degli Aurei: da Cesare alla riforma di Diocleziano (294-301) | Peso teorico degli Aurei: da Cesare alla riforma di Diocleziano (294-301) | Peso teorico degli Aurei: da Cesare alla riforma di Diocleziano (294-301) | Peso teorico degli Aurei: da Cesare alla riforma di Diocleziano (294-301) | Peso teorico degli Aurei: da Cesare alla riforma di Diocleziano (294-301) | Peso teorico degli Aurei: da Cesare alla riforma di Diocleziano (294-301) |
| Aureo                                                                     | Cesare                                                                    | Augusto (post 2 a.C.)                                                     | Nerone (post 64)                                                          | Domiziano (82)                                                            | Domiziano (85)                                                            | Traiano                                                                   | Settimio Severo                                                           | Caracalla (ante 215)                                                      | Caracalla (post 215)                                                      | Aureliano (ante 274)                                                      | Aureliano (post 274)                                                      | Caro                                                                      | Diocleziano                                                               |
| ------------------------------------------------------------------------- | ------------------------------------------------------------------------- | ------------------------------------------------------------------------- | ------------------------------------------------------------------------- | ------------------------------------------------------------------------- | ------------------------------------------------------------------------- | ------------------------------------------------------------------------- | ------------------------------------------------------------------------- | ------------------------------------------------------------------------- | ------------------------------------------------------------------------- | ------------------------------------------------------------------------- | ------------------------------------------------------------------------- | ------------------------------------------------------------------------- | ------------------------------------------------------------------------- |
| Peso teorico: in libbre (=327,168 grammi)                                 | 1/40                                                                      | 1/42                                                                      | 1/45                                                                      | (1/42.2)                                                                  | (1/43.3)                                                                  | (1/44.8)                                                                  | (1/45.4)                                                                  | (1/43.9)                                                                  | 1/50                                                                      | 1/60                                                                      | 1/50                                                                      | 1/70                                                                      | 1/60                                                                      |
| Peso teorico: in grammi                                                   | 8.179 g                                                                   | 7.790 g                                                                   | 7.270 g                                                                   | 7.750 g                                                                   | 7.550 g                                                                   | 7.300 g                                                                   | 7.200 g                                                                   | 7.450 g                                                                   | 6.543 g                                                                   | 5.453 g                                                                   | 6.543 g                                                                   | 4.674 g                                                                   | 5.453 g                                                                   |

A tutto ciò aggiungiamo che nei primi due secoli dell'età imperiale, l'acquisto di enormi quantità di prodotti di lusso provenienti dalle regioni asiatiche era stato regolato con monete, soprattutto d'argento (monete romane sono state trovate anche in regioni molto lontane), tanto che la continua fuoriuscita di metallo prezioso (non bilanciata dalla produzione delle miniere, visto che i giacimenti erano ormai in esaurimento dopo secoli di sfruttamento) finì per determinare nel Tardo Impero una rarefazione dell'oro e dell'argento all'interno dei confini imperiali, accelerando così la perversa spirale di diminuzione della quantità effettiva di metallo prezioso nelle monete coniate dai vari imperatori.
Inoltre l'instabilità politica ebbe pesantissimi effetti anche sui traffici commerciali. Ecco come lo storico Henry Moss descrive la situazione dei trasporti e della rete commerciale dell'Impero prima della crisi:
(H. St. L. B. Moss, The Birth of the Middle Ages p 1.)
Con la crisi del III secolo questa ampia rete commerciale fu rotta. L'agitazione civile e i conflitti la resero non più sufficientemente sicura per permettere ai commercianti di viaggiare come prima e la crisi monetaria rese gli scambi molto difficili. Ciò produsse profondi cambiamenti che proseguirono fino all'età medioevale. I grandi latifondisti, non più in grado di esportare con successo i loro raccolti sulle lunghe distanze, cominciarono a produrre cibi per la sussistenza e per il baratto locale. Piuttosto che importare i prodotti, cominciarono a produrre molti beni localmente, spesso sulle loro stesse proprietà di campagna, dove tendevano a rifugiarsi per sfuggire alle imposizioni dello Stato a carico dei cittadini. Nacque in tal modo una "economia domestica" autosufficiente che sarebbe diventata ordinaria nei secoli successivi, raggiungendo la sua forma finale in età medioevale.

### Crisi sociale
La crisi economica aveva comportato una diversa suddivisione della società: dalle tre classi tradizionali dei senatori, dei cavalieri e dei plebei: senatori e cavalieri (grandi proprietari terrieri e militari, che disponevano della proprietà terriera e delle riserve di monete d'oro) erano confluiti nella classe privilegiata degli honestiores, mentre artigiani e piccoli commercianti, toccati dalle difficoltà economiche e dalla svalutazione della moneta d'argento, erano confluiti nella classe degli humiliores che andava man mano perdendo i propri diritti. Benché anche nei secoli precedenti fossero presenti profonde diseguaglianze economiche tra la popolazione dell'Impero, la peculiarità della crisi sociale del III secolo risiede nella legittimazione giuridica di questa situazione: pene diverse erano previste per honestiores e humiliores, e le possibilità di scalata sociale erano fortemente ridotte.
Sempre più spesso gli humiliores rinunciavano volontariamente alle proprie libertà per affidarsi alla protezione dei grandi proprietari terrieri ed evitare inoltre l'arruolamento forzato nell'esercito. I piccoli artigiani e i commercianti liberi delle città, cominciarono a spostarsi verso le grandi proprietà della campagna, alla ricerca di cibo e di protezione. Molti di questi ex abitanti della città, così come molti piccoli coltivatori, furono costretti a rinunciare ai diritti basilari per ricevere la protezione dai grandi proprietari terrieri. Diventarono così una classe di cittadini semi-liberi noti come coloni , legati alla terra e, grazie alle successive riforme imperiali, la loro posizione divenne ereditaria. Ciò fornì un primo modello per la servitù della gleba, che avrebbe costituito la base della società feudale medioevale.

### Crisi religiosa
La crisi della religione romana, intesa come politeismo greco-romano, intensificò i suoi effetti in età imperiale. Questo politeismo non pretendeva che gli abitanti dell'Impero fossero obbligati a venerare esclusivamente il pantheon degli dèi romani. Fin dai tempi di Giulio Cesare e dei suoi rapporti con i culti druidici dei Galli, al tempo della Conquista della Gallia, l'amministrazione romana era solitamente tollerante in campo religioso, per cui vi fu spazio per culti provinciali e anche stranieri. Unica condizione era che non mettessero in pericolo l'unità imperiale. Fu così che, soprattutto da Oriente, si riversarono sull'Occidente romano e quindi sull'Italia e Roma una notevole quantità di culti misterici, quali quelli di Cibele (la "Grande Madre" dalla Frigia), El-Gabal (da Emesa, a cui fu devoto lo stesso imperatore Eliogabalo), Iside e Osiride (dall'Egitto), Mitra (dalla Persia), quest'ultimo che raccolse numerosi seguaci negli accampamenti militari e nel quale si ravvisava l'invitto dio della luce, il Sol invictus (che ebbe tra i seguaci gli imperatori Aureliano, Probo, Diocleziano e lo stesso Costantino I).
Secondo una interpretazione storica che pone attenzione alla reazione psicologica delle popolazioni rispetto alla fede religiosa, con il tempo le nuove religioni assunsero sempre più importanza per le loro caratteristiche escatologiche e soteriologiche in risposta alle insorgenti esigenze della religiosità dell'individuo, al quale la vecchia religione non offriva che riti vuoti di significato. Sempre secondo questa interpretazione storica la critica alla religione tradizionale veniva anche dalle correnti filosofiche dell'Ellenismo, che fornivano risposte intorno a temi propri della sfera religiosa, come la concezione dell'anima e la natura degli dèi.
Nella congerie sincretistica dell'impero del III secolo, permeata da dottrine neoplatoniche (Plotino), gnostiche, orfiche e misteriche (misteri eleusini che trovò seguaci prima in Adriano e poi in Gallieno), fece la sua comparsa il Cristianesimo. La religione cristiana, opponendosi al potere tetrarchico che pretendeva che tutti i sudditi riconoscessero nell'imperatore il loro "signore e dio" (dominus et deus), subì pesanti persecuzioni al tempo di Diocleziano (dal 303), generando nuove tensioni sociali. Il rifiuto del culto pubblico e del conseguente sacrificio all'imperatore (con conseguente rifiuto del servizio militare e degli impieghi pubblici) minava così, fin dalle fondamenta, l'ordinamento politico-religioso romano. Del resto la "minoranza cristiana", secondo alcune stime di storici moderni, al tempo della giovinezza di Costantino (fine del III secolo), poteva già contare su 7-15 milioni di fedeli su una popolazione complessiva di 50 milioni. Fu il peggiore errore commesso da Diocleziano nei vent'anni del suo governo, trucidando inutilmente migliaia di innocenti. Secondo un'altra interpretazione storica che non vede la religione come un compartimento stagno rispetto al resto dell'evoluzione storica, ma come un fattore importante di tutto il contesto sociale antico, i cambiamenti religiosi del terzo secolo furono fra i più importanti, se non i più importanti, quali motore di cambiamento e quindi conseguentemente di crisi del mondo romano.
Le campagne militari contro i Parti combattute dagli Imperatori erano dettate da esigenze strategiche di controllo dell'area e anche da esigenze politiche, per perpetuare l'affermazione del potere imperiale romano. Ma erano anche l'inseguimento della scia di Alessandro Magno, che potremmo dire quasi la totalità degli Imperatori ebbero a modello; il sovrano macedone proprio combattendo contro i Persiani era diventato un mito quasi al pari di Ercole e gli Imperatori Romani intendevano emularlo. Alessandro Magno aveva sempre unito le funzioni militari a quelle religiose e sacerdotali officiando personalmente i riti. Ben lontani dalla idea del sovrano macedone di una fusione di popoli, Roma inseguiva nell'area una politica di potenza, molto dispendiosa e infruttuosa, come manifestarono le Guerre romano-partiche.
Vittorioso contro i Parti risultò essere l'Imperatore Settimio Severo che divenne generale romano ma apparteneva a una famiglia di re-sacerdoti che risiedevano a Emesa, città santa e capitale del culto del Dio solare El-Gabal. Saccheggiata Ctesifonte, capitale dei Parti, Settimio Severo tornò a Roma, portando con sé la Legio II Parthica, la seconda delle tre legioni che aveva formato in Siria ovvero: Legio I Parthica, Legio II Parthica e Legio III Parthica, fedeli a lui e al dio solare El-Gabal.
Durante il secolo d'oro del Principato adottivo il mondo romano aveva abbracciato le idee principali della filosofia greca, non seguendo una particolare corrente, ma secondo l'eclettismo, ovvero raccogliendo all'interno di essa alcune idee principali. Queste vedevano l'uomo al centro dell'universo secondo l'ideale della humanitas classica, conseguentemente giungeva a interrogarsi sul ruolo degli Dei negli affari umani e a mettere in dubbio la loro stessa esistenza. La dinastia dei Severi portò questo culto dall'Oriente fino a Roma, anche se si trattava dell'Imperatore che aveva vinto una guerra civilee sconfitto i Persiani emulando Alessandro Magno dovettero esservi delle resistenze. Prevedendole, o comunque per consolidare il proprio potere Settimio Severo portò con sé a Roma la II Legio Parthica, facendola risiedere nei Castra Albana, sui Colli Albani. Da Roma il culto del Dio adorato dall'Imperatore e dai suoi soldati ebbe modo di diffondersi, specialmente nei ranghi dell'esercito, al comando del quale venivano scelti adoratori del Dio Solare che dal nome siriaco El-Gabal prese ben presto quello romanizzato di Sol Invictus, il Sole invincibile, il cui primo adoratore, vicario e sacerdote era l'Imperatore stesso. Non tutte le legioni si convertirono al nuovo culto, e la discriminazione nella scelta dei comandi volta a escludere questi ultimi dovette alienare le simpatie di tutti costoro al giovane e ultimo discendente di Settimo Severo, Severo Alessandro. Questi venne assassinato dal suo successore, Massimino il Trace nel 235. Questo è l'anno in cui viene fatta iniziare di solito l'anarchia militare. Secondo questa interpretazione storica essa non fu altro che il ribellarsi di quella parte di società romana che non voleva soggiacere al culto solare orientale dopo trenta anni di dominio di questa.
Le legioni fedeli al successore dei Severi, Massimino il Trace, stanziate nei confini più occidentali, sul Reno e sul Danubio non seguivano a quel tempo il culto solare, mentre sicuramente era già presente una forte componente barbarica in quegli eserciti, i quali preferivano dunque la politica tollerante e con termine moderno diremmo affine all'agnosticismo degli imperatori del secolo precedente, ovvero quello del Principato adottivo. Massimino il Trace perse la guerra e la vita contro Gordiano I e Gordiano II, i quali avevano i comandi e l'appoggio dell'Africa romana regione di provenienza di Settimio Severo, ove il culto del Dio solare era invece già diffuso. Sotto il loro discendente Gordiano III il problema dei barbari sui confini si fece molto più pressante che in passato, esigendo dunque eserciti fedeli e coesi. Sia Filippo l'Arabo che il suo successore Decio sono generali dell'esercito di Gordiano III, fedeli al dio solare, che pur non pretendendo esclusiva devozione, e quindi non configurandosi come un monoteismo, prendeva senz'altro il primo posto nel Pantheon dell'Impero Romano. È significativo che proprio sotto Decio cominciarono le persecuzioni contro il cristianesimo.
Mentre il cristianesimo si stava diffondendo, alla morte di Decio si verificarono due anni di anarchia militare e solo nel 253 salì al trono Gallieno. Avvenne sotto di lui il distacco dell'Impero delle Gallie, che può essere interpretato come la resistenza contro il diffondersi del culto solare delle legioni stanziate ai confini nord, come già era accaduto con Massimino il Trace. Mentre il distacco del Regno di Palmira oltre alle vicende della guerra contro i Parti risiede proprio nel rapporto fra culto solare e funzione dell'Imperatore come sacerdote tramite fra il Dio e i soldati e il resto dell'Impero. Emesa, oggi Homs, in Siria, fu la città sacra al culto di El-Gabal, da cui provenivano le sacerdotesse mogli, suocere figlie e cognate di Settimio Severo, che ebbero un ruolo determinate durante tutti i quasi quaranta anni di perdurare della dinastia. È significativo che la regina di Palmira Zenobia, giunta a controllare tutto il vicino Oriente Romano, avuta notizia dell'arrivo di Aureliano si recasse propria a Emesa a cercare sia i rinforzi militari che la benedizione divina. Venne tuttavia sconfitta da Aureliano, il quale si accreditò così come re-sacerdote e unico tramite fra il Dio e gli uomini. L'anno successivo riuscì a riunificare completamente l'Impero sconfiggendo anche gli Imperatori del secessionista Imperium Galliarum nel quale pure si era ormai diffuso il culto. A Roma Aureliano continuò a sostenere il culto del Sol Invictus e sembra che sotto di lui si iniziasse a festeggiarne il compleanno il 25 dicembre di ogni anno.
Diocleziano salì al trono imperiale nove anni dopo la morte di Aureliano, durante i quali si susseguirono scontri fra imperatori eletti dalle proprie legioni e incursioni barbare. L'impero era fiaccato religiosamente oltre che militarmente. Nel 287 circa Diocleziano assunse il titolo di Iovius, Massimiano che aveva il titolo di cesare quello di Herculius. Il titolo doveva probabilmente richiamare alcune caratteristiche del sovrano da cui era usato: a Diocleziano, associato a Giove, era riservato il ruolo principale di pianificare e comandare; Massimiano, assimilato ad Ercole, avrebbe avuto il ruolo di eseguire "eroicamente" le disposizioni del collega. Malgrado queste connotazioni religiose, gli imperatori non erano "divinità", in accordo con le caratteristiche del culto imperiale romano, sebbene potessero essere salutati come tali nei panegirici imperiali; erano invece visti come rappresentanti delle divinità, sacerdoti e vicari incaricati di eseguire la loro volontà sulla terra. Diocleziano proseguì l'opera di Settimio Severo, volta a elevare la dignità imperiale al di sopra del livello umano e della tradizione romana come da impulso della propria moglie, la sacerdotessa di El-Gabal Giulia Domna.
Vennero emanate leggi che rendevano l'Imperatore una figura ieratica e intoccabile. I Cristiani non potevano accettare che un uomo si elevasse da solo al rango di divinità, con un semplice atto di legge. L'intensa attività di persecuzione che ne seguì probabilmente ha un duplice profilo: ricompattare l'esercito, ormai quasi del tutto devoto al Sol Invictus contro un comune nemico ed evitare che nuove divisioni religiose fagocitassero le risorse dell'impero come nel secolo precedente. Il reato di lesa maestà comportò la pena di morte. Anche a coloro che circondavano l'imperatore fu attribuita una dignità sacrale: il palazzo divenne sacrum palatium e i consiglieri sacrum consistorium. Le riunioni fra l'Imperatore e il Senato romano, erano state, seppure senza riconoscimenti legali formali, il luogo del confronto fra la minoranza più ricca e potente dell'Impero, i Senatori, e il comandante delle truppe che quel potere assicurava. A seconda dell'Imperatore e del momento storico poteva esservi una netta preminenza dell'Imperatore, oppure il dialogo di un primus inter pares. Ma ora il sacrum consistorium, il consiglio del principe ove tutti dovevano restare ieraticamente fermi, nel rispetto di queste nuove qualificazioni monarchico-divine, con un preciso cerimoniale di corte che comprendeva le insegne e le vesti dell'imperatore fu il segnale del mutamento.
Al posto della solita porpora, Diocleziano indossò abiti di seta ricamati d'oro, calzature ricamate d'oro con pietre preziose. Il suo trono poi si elevava dal suolo del sacrum palatium di Nicomedia. Veniva venerato come un dio da parenti e dignitari attraverso la proschinesi, una forma di adorazione in ginocchio, ai piedi del sovrano, la stessa a essere già stata pretesa da Alessandro Magno una volta autoproclamatosi erede dei sovrani persiani. Questa sacralità della figura imperiale proseguirà anche nel IV secolo nonostante l'affermarsi del Cristianesimo e la conseguente definitiva rottura e dissoluzione dell'Impero e si trasferirà nei sovrani dell'Impero Bizantino a Oriente e nel Papa a Occidente.

### Crisi urbana

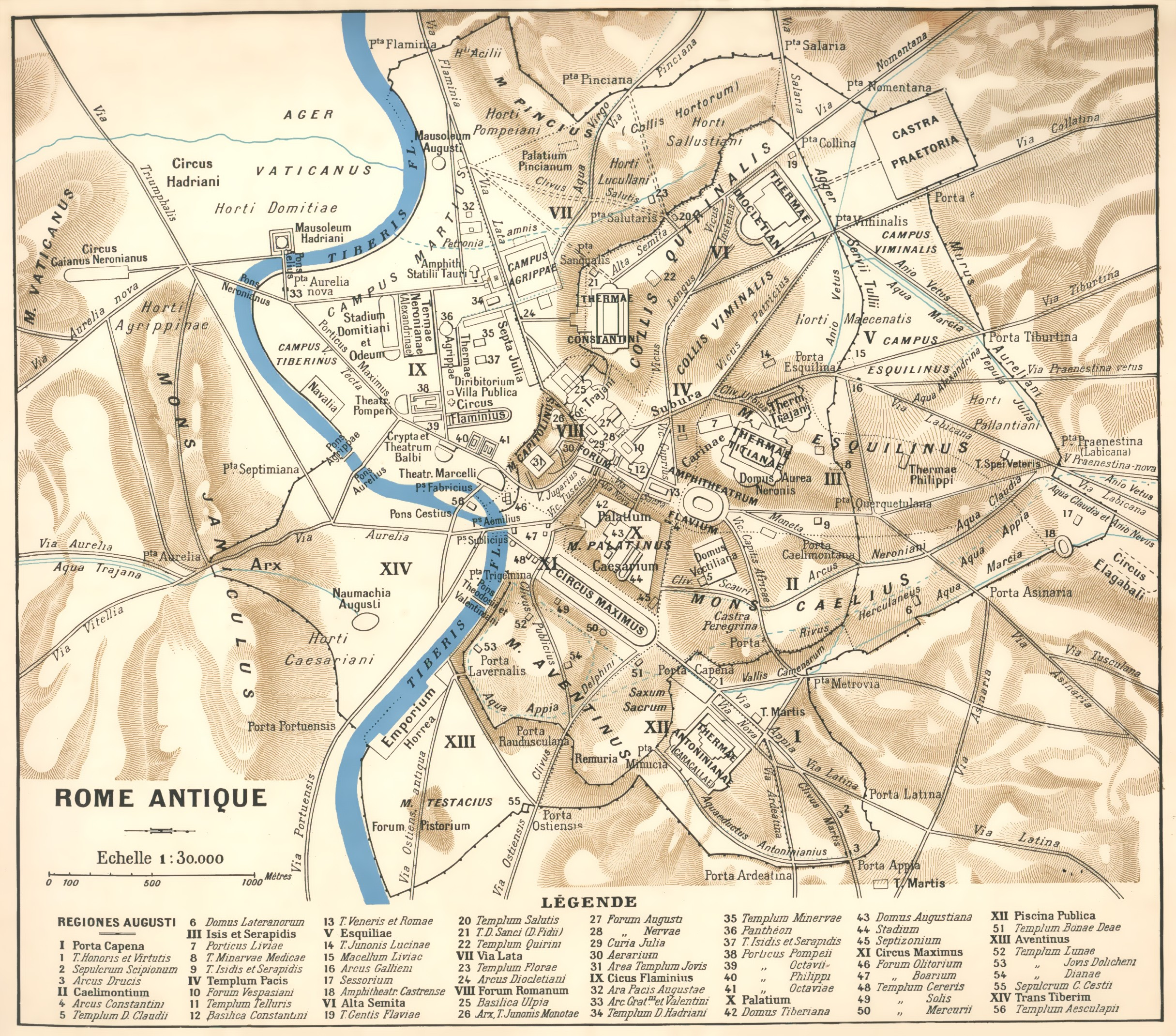
Roma e il perimetro delle mura aureliane a difesa della capitale dell'Impero romano.

L'insicurezza del territorio comportò anche un cambiamento nel carattere delle città: queste si erano ovunque sviluppate nei primi due secoli dell'impero e non avevano particolari esigenze difensive, mentre a partire dal III secolo iniziò il cambiamento graduale e discontinuo che avrebbe portato dalle grandi città aperte dell'antichità, alle più piccole città cinte da mura, comuni nel medioevo. Particolarmente significativa fu la nuova cinta muraria che l'imperatore Aureliano fece costruire intorno alla stessa Roma, che dopo molti secoli era nuovamente minacciata dalle incursioni dei barbari. La costruzione delle mura iniziò probabilmente nel 271 e si concluse dopo soli due anni, anche se la definitiva rifinitura avvenne verso il 280, sotto l'imperatore Probo. Il progetto era improntato sulla massima velocità di realizzazione e semplicità strutturale, oltre, ovviamente, ad una garanzia di protezione e sicurezza. Queste caratteristiche fanno pensare che un ruolo non secondario, almeno nella progettazione, sia stato rivestito da esperti militari. E d'altra parte, poiché all'epoca gli unici nemici che potevano rappresentare qualche pericolo non erano in grado di compiere molto più che qualche razzia, un muro con robuste porte ed un camminamento di ronda poteva ritenersi sufficiente. Comunque nessun nemico assediò le mura prima dell'anno 408.
La stessa diminuzione del commercio indirizzava inoltre le città verso un sempre crescente isolamento. I grandi centri videro diminuire la propria popolazione: molti grandi proprietari si erano spostati nei loro possedimenti in campagna, diventati in larga misura autosufficienti e che tendevano a sfuggire al controllo dell'autorità centrale; la crisi aveva attratto, come si è visto, verso questi nuovi centri economici anche coloro che precedentemente trovavano la propria sussistenza nell'economia cittadina. La pressione fiscale aveva inoltre quasi del tutto cancellato quel ceto di funzionari cittadini, i decurioni, che ne garantivano l'amministrazione ed il legame con Roma.

## Conseguenze

### Riforma tetrarchica di Diocleziano

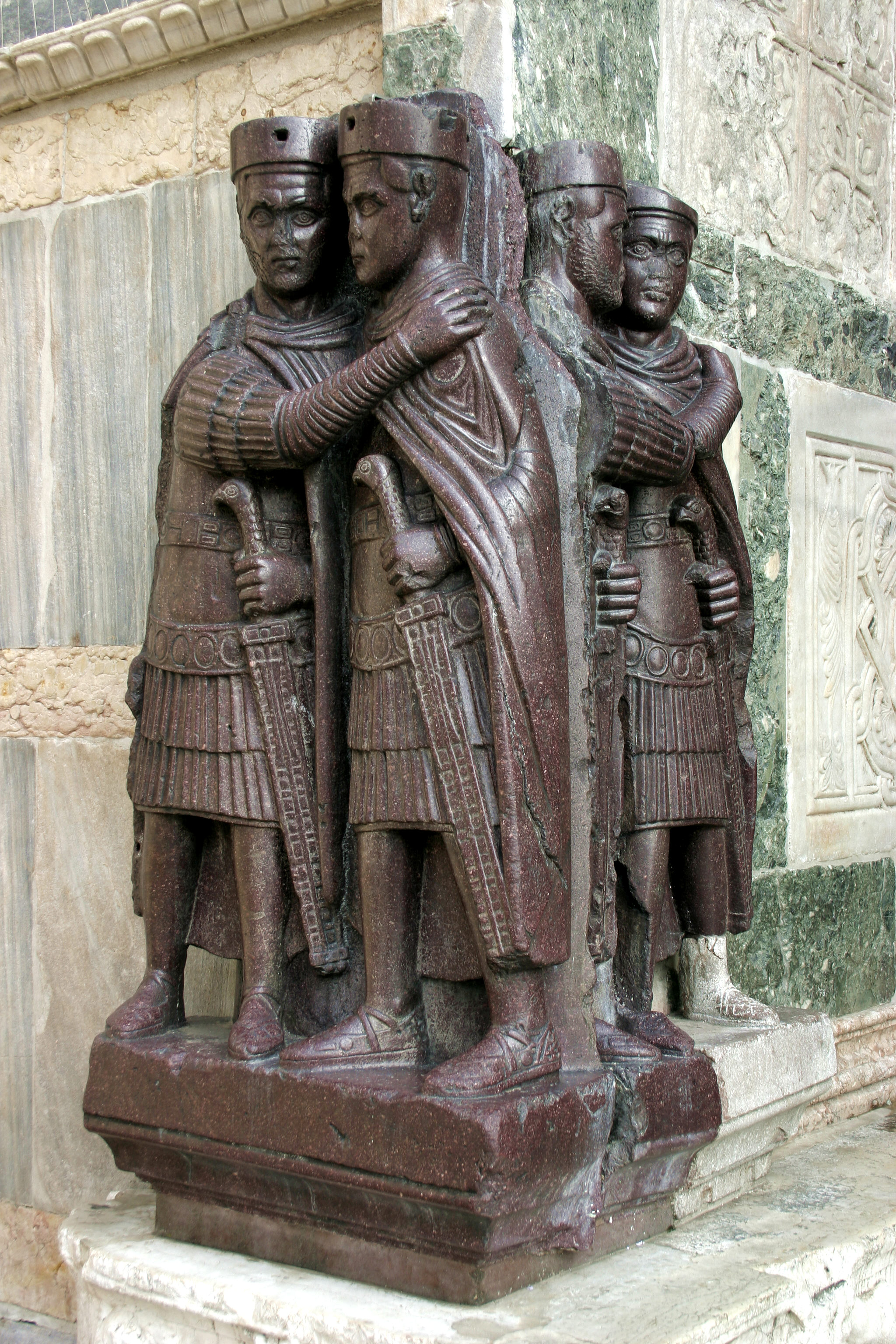
I tetrarchi, una scultura di porfido saccheggiata a Bisanzio nel 1204 (Basilica di San Marco a Venezia)

Con la morte dell'imperatore Numeriano nel novembre del 284 (a cui il padre Caro aveva affidato l'Oriente romano), ed il successivo rifiuto delle truppe orientali di riconoscere in Carino (il primogenito di Caro) il naturale successore, fu elevato alla porpora imperiale Diocleziano, validissimo generale. La guerra civile che ne scaturì vide in un primo momento prevalere Carino sulle armate pannoniche dell'usurpatore Giuliano, e in seguito la sconfitta delle sue armate ad opera di Diocleziano sul fiume Margus, nei pressi dell'antica città e fortezza legionaria di Singidunum. Carino trovò la morte, a causa di una congiura dei suoi stessi generali (primavera del 285).
Ottenuto il potere, nel novembre del 285 Diocleziano nominò suo vice (cesare) un valente ufficiale, Marco Aurelio Valerio Massimiano, che pochi mesi più tardi elevò al rango di augusto (1º aprile 286): formò così una diarchia, nella quale i due imperatori si dividevano su base geografica il governo dell'Impero e la responsabilità della difesa delle frontiere e della lotta contro gli usurpatori.
Data la crescente difficoltà a contenere le numerose rivolte interne e lungo i confini, nel 293 si procedette a un'ulteriore divisione territoriale, al fine di facilitare le operazioni militari: Diocleziano nominò come suo Cesare per l'Oriente Galerio, mentre Massimiano fece lo stesso con Costanzo Cloro per l'Occidente.
Le riforme volute da Diocleziano e i successi militari ottenuti, consentirono di ridare pace e sicurezza all'impero, che continuò in Occidente per altri due secoli e ancora per un millennio in Oriente. La tetrarchia tentò di introdurre un sistema di successione al trono imperiale che evitasse le lotte per la successione: vennero creati quattro imperatori, due "augusti" e due "cesari", destinati a succedere ai primi come augusti e a scegliere quindi a loro volta i propri successori nominando dei nuovi cesari. La suddivisione dell'impero e lo spostamento delle sedi imperiali, trasferite da Roma in centri più vicini ai confini da difendere, e la riorganizzazione dell'esercito resero più efficaci le difese.
I provvedimenti adottati in campo economico presero atto delle trasformazioni avvenute e permisero di arrestare la crisi: il sistema fiscale fu razionalizzato eliminando antiche esenzioni e privilegi, l'amministrazione civile, a cui venne affidata la riscossione delle imposte, venne riorganizzata, con nuove suddivisioni amministrative, e nettamente separata da quella militare.